# Anoplophora freyi
Anoplophora freyi är en skalbaggsart som först beskrevs av Stefan von Breuning 1946.  Anoplophora freyi ingår i släktet Anoplophora och familjen långhorningar. Inga underarter finns listade i Catalogue of Life.